# Cifra Real

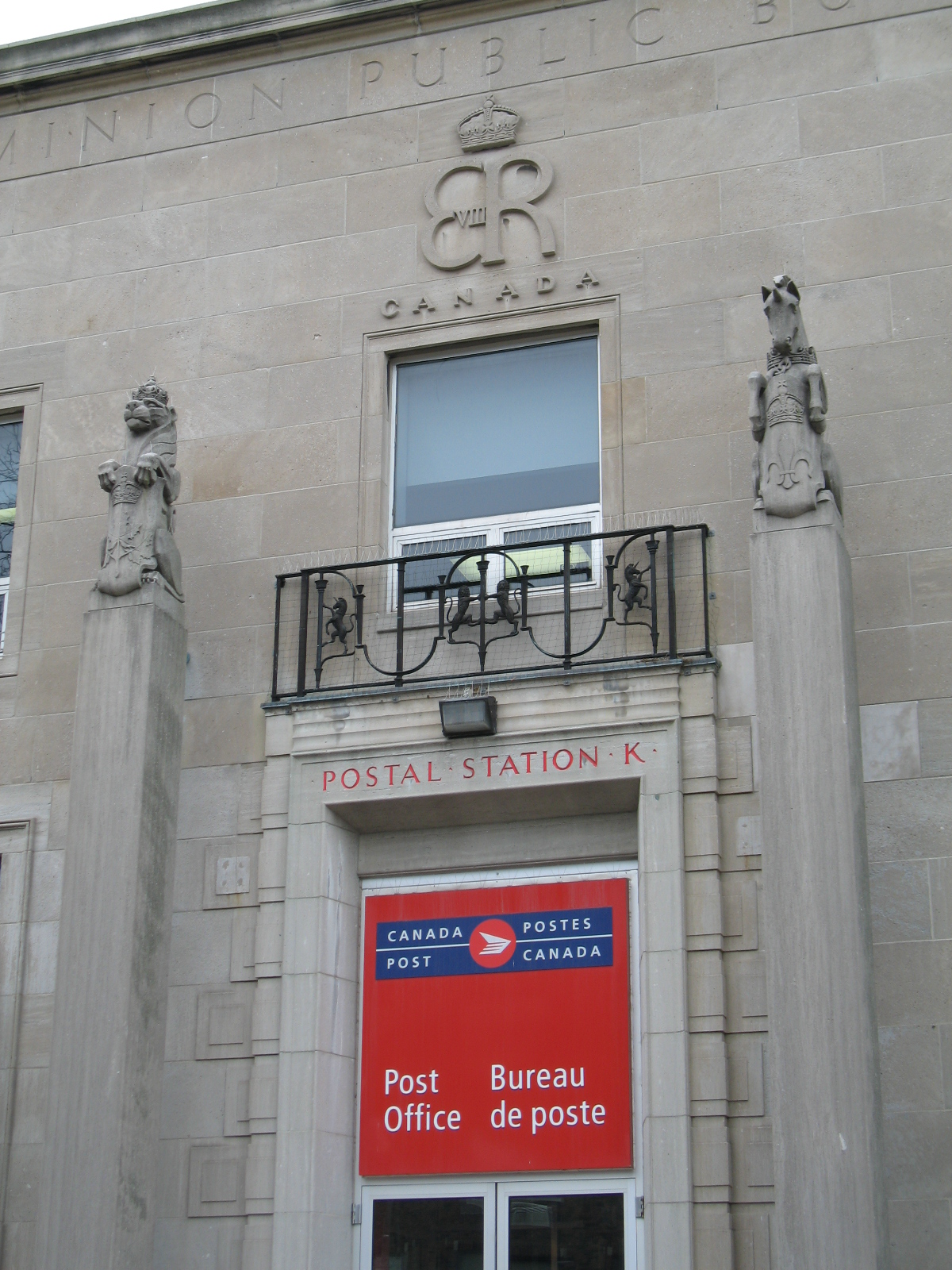
A antiga Estação Postal K em Toronto (foto de 2006) exibe acima de sua entrada principal EviiiR, a cifra real do rei Eduardo VIII.

Na heráldica moderna, uma cifra real é um monograma ou dispositivo semelhante a um monograma do soberano reinante de um país, normalmente consistindo nas iniciais do nome e título do monarca, às vezes entrelaçadas e muitas vezes encimadas por uma coroa. Tal cifra usada por um imperador ou imperatriz é chamada de cifra imperial. No sistema usado por vários reinos da Commonwealth, o título é abreviado como 'R' para 'rex' ou 'regina' (latim para "rei" e "rainha"). Anteriormente, 'I' significava 'imperator' ou 'imperatrix' (latim para "imperador" e "imperatriz") do Império Indiano.
Cifras reais aparecem em alguns prédios do governo, impressas em documentos reais e estaduais e são usadas por departamentos governamentais. Eles também podem aparecer em outras estruturas governamentais construídas sob um governante específico. Por exemplo, a insígnia de "N III" para Napoleão III é vista em algumas pontes de Paris, como a Pont au Change.

## Reinos da Commowealth

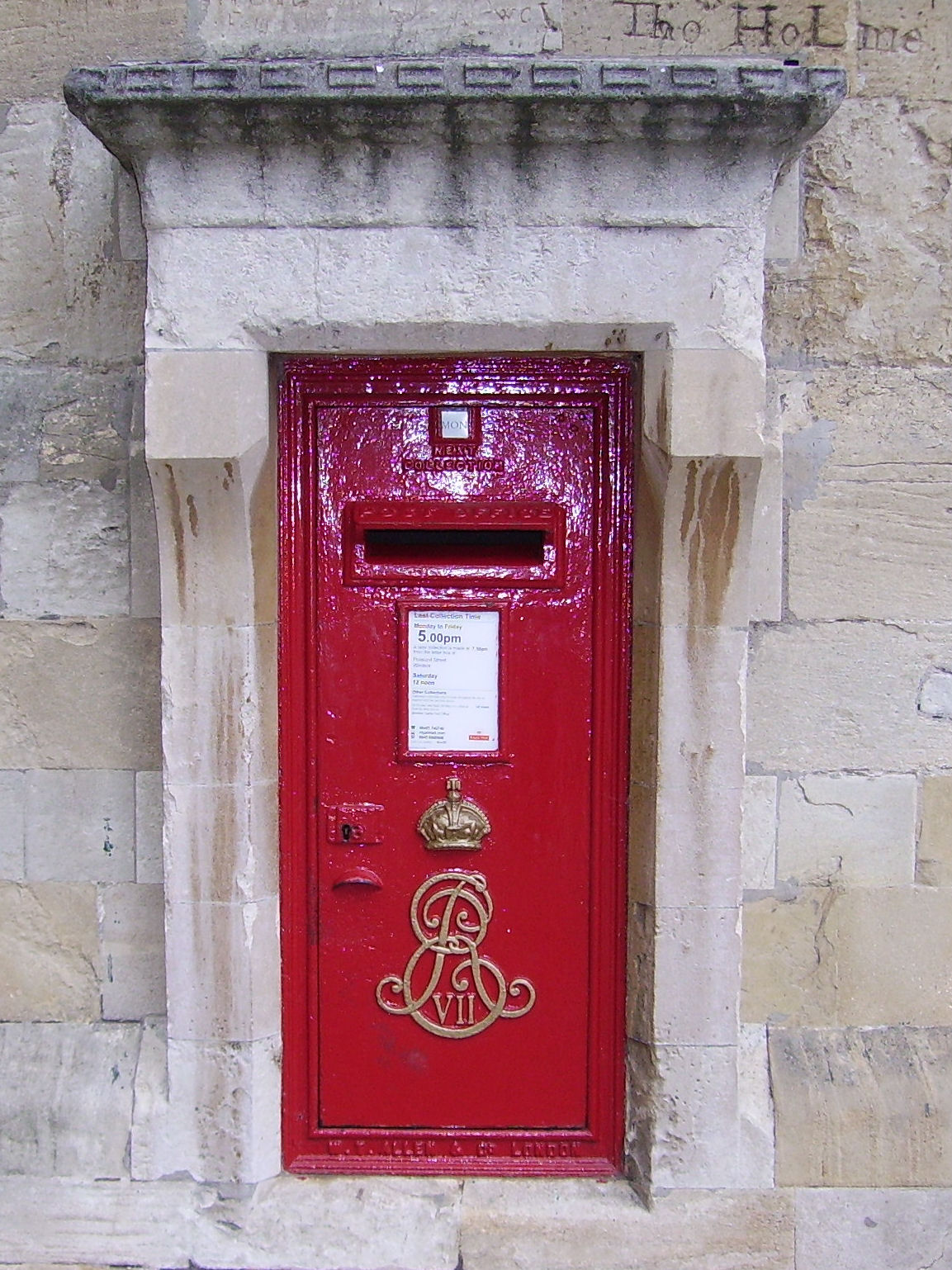
Uma caixa postal em Windsor em Berkshire com a cifra real do rei Eduardo VII, um EviiR entrelaçado.

O uso de uma cifra real nos reinos da Commonwealth teve origem no Reino Unido, onde o uso público das iniciais reais data pelo menos do início do período Tudor, e era simplesmente a inicial do soberano com, após o reinado de Henrique VIII, a adição da letra 'R' para 'Rex' ou 'Regina'. A letra 'I' de 'Imperatrix' foi adicionada ao monograma da rainha Vitória depois que ela se tornou imperatriz da Índia em 1877.
As iniciais - que não tinham padrão definido ou forma de letras estabelecidas - eram geralmente mostradas em companhia das armas reais ou coroa como nas mansões e palácios do rei - como as de Henrique VIII na portaria do Palácio de St. James. O objetivo parece ter sido simplesmente identificar um soberano individual, particularmente em certos marcos que ele ou ela encomendou, já que o brasão real, em contraste, foi frequentemente usado por monarcas sucessivos e, portanto, não é distinto. As iniciais são, além disso, usadas em papéis do governo, selos fiscais e objetos semelhantes, e são encimadas na Inglaterra por uma versão estilizada da Coroa Tudor ou Coroa de Santo Eduardo; na Escócia, a Coroa da Escócia é usada em seu lugar.
Embora os símbolos reais (incluindo, principalmente, o brasão de armas, estandartes reais e grandes selos) difiram entre os 15 reinos da Commonwealth, pois são monarquias separadas, o único soberano usa a mesma cifra em todos os seus países. A distinção continua a ser feita entre a cifra pessoal e as iniciais públicas mais simples e comuns, sendo a primeira o monograma do próprio soberano e a segunda apenas um meio de identificar um reinado. Hoje em dia, as iniciais também são chamadas de cifra real, mas, para ajudar no esclarecimento, o monograma é chamado de cifra real entrelaçada e invertida.

### Carlos III

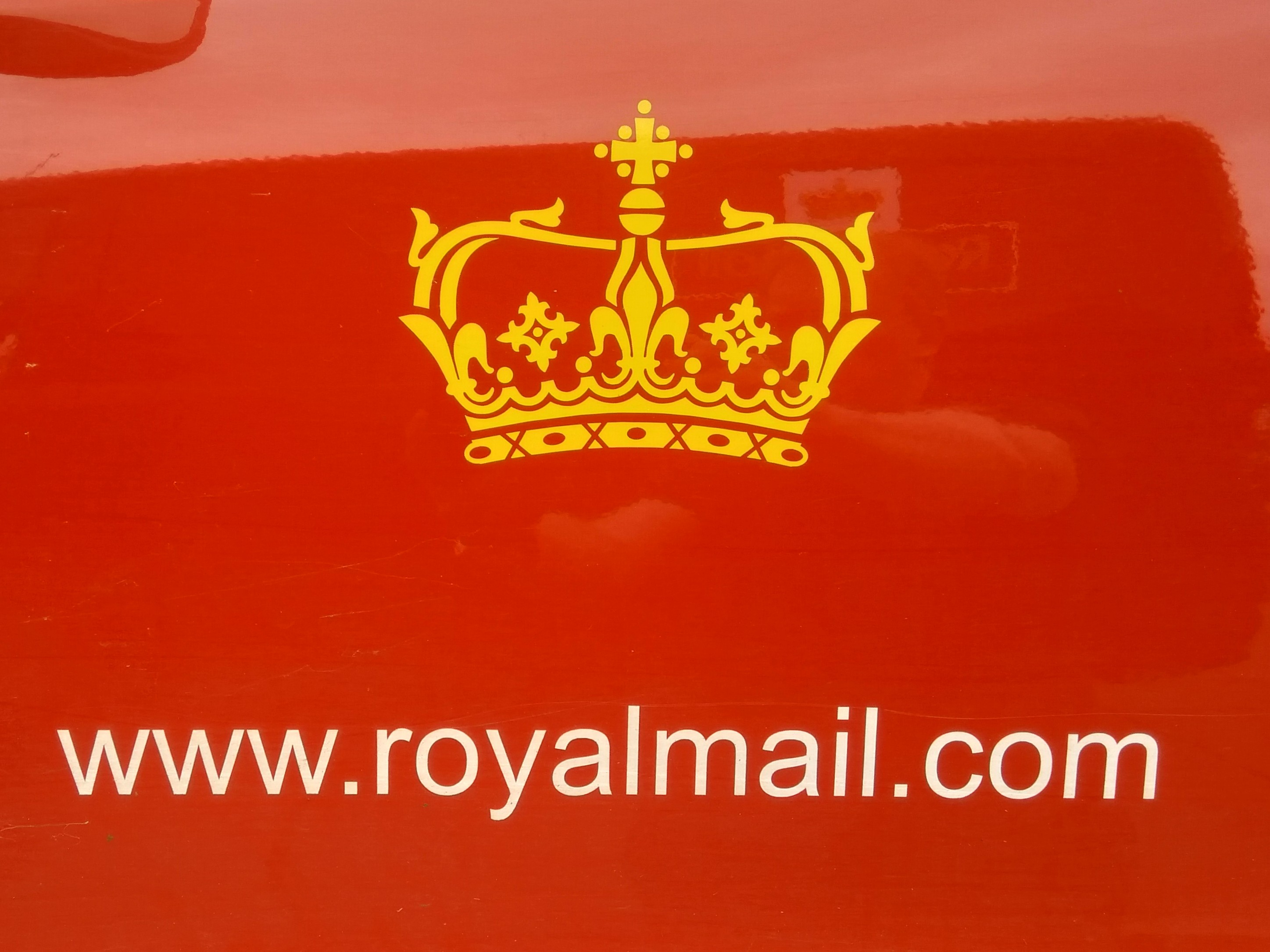
Um logotipo de veículo do Royal Mail usado na Escócia. Uma convenção adotada após a coroação de 1953 resulta na cifra real EiiR não sendo usada na Escócia.

Em 26 de setembro de 2022, o Palácio de Buckingham revelou a cifra do novo rei, Carlos III, que está gradualmente substituindo a cifra de Isabel II (EIIR) no uso diário. O design foi selecionado pelo próprio Carlos a partir de uma série de designs preparados pelo College of Arms e apresenta a inicial "C" do rei entrelaçada com a letra "R" para Rex com "III" denotando Carlos III, com uma coroa Tudor acima das letras. A cifra escocesa de Carlos usa a Coroa da Escócia.

A cifra real do rei Carlos III coroada com uma coroa Tudor
Cifra real do rei Charles III encimada pela Coroa da Escócia

### Isabel II
A cifra da falecida rainha era EIIR, que significa "Elizabeth II Regina". A cifra do monarca é hoje geralmente encimada por uma versão estilizada da Coroa de Santo Eduardo. Na Escócia, como resultado de uma disputa, conhecida como Pillar Box War, sobre o título correto do novo monarca (Isabel I da Inglaterra e Irlanda não era monarca da Escócia, então a nova rainha teria sido Isabel I, não II na Escócia, de acordo com essa visão), depois de 1953 novas caixas postais carregavam apenas a imagem da Coroa da Escócia em vez da cifra EIIR, que continuou a ser usada no resto do Reino Unido e em outros reinos e territórios.

A produção da cifra foi um passo inicial nos preparativos para sua coroação em 1953, pois deveria ser bordada nos uniformes da Casa Real e em outros artigos. As cifras para outros membros da família real são projetadas pelo College of Arms ou Court of the Lord Lyon e posteriormente aprovadas pelo monarca.

Cifra real da rainha Isabel II, encimada pela coroa de Santo Eduardo
Cifra real da Rainha Isabel II, encimada pela Coroa da Escócia

### Canadá
As cifras reais foram incorporadas pela Autoridade Heráldica Canadense aos vários estandartes reais do Canadá. O uso no Canadá da cifra do monarca reinante, que às vezes é circundado exclusivamente por uma guirlanda de folhas de bordo, é um símbolo não apenas do próprio soberano, mas da soberania total do Canadá.

### Austrália
A cifra real também é encontrada nos correios e em alguns prédios do governo na Austrália.

## Em outros lugares
As cifras reais britânicas ainda são visíveis em vários prédios públicos e caixas postais na República da Irlanda.
Outras casas reais também fizeram uso de cifras reais ou imperiais. Os sultões otomanos tinham uma assinatura caligráfica, sua tughra.
Todos os monarcas dos outros seis reinos sobreviventes da Europa usam cifras, com coroas reais acima deles. O rei Haroldo V da Noruega usa a letra H cruzada com o numeral arábico 5; O rei Carlos XVI Gustavo da Suécia usa as letras C e G sobrepostas ao numeral romano XVI abaixo delas; O rei Filipe VI da Espanha usa a letra F com o numeral romano; e a Rainha Margarida II da Dinamarca usa a letra M com o numeral arábico 2 e a letra R (de Regina) abaixo dela. O rei Filipe dos belgas usa as letras P e F entrelaçadas, referindo-se ao fato de seu nome ser Philippe em francês e Philipp em alemão, mas Filip em holandês, as três principais línguas da Bélgica. O rei Guilherme Alexandre da Holanda e sua rainha Maxima compartilham uma cifra conjunta que consiste na letra W entrelaçada com a letra M.
O rei Maha Vajiralongkorn da Tailândia usa uma cifra composta por suas iniciais em escrita tailandesa ("ว.ป.ร." V.P.R. – Vajiralongkorn Parama Rajadhiraj, um equivalente a Vajiralongkorn Rex).

## Galeria

A águia de duas cabeças, o emblema mais reconhecido do Império Bizantino, com o sympilema (cifra dinástica) dos Paleólogos no centro
Monograma real do rei Estêvão I da Hungria
Armas do Reino da Prússia, incluindo a cifra do rei Frederico I da Prússia no centro
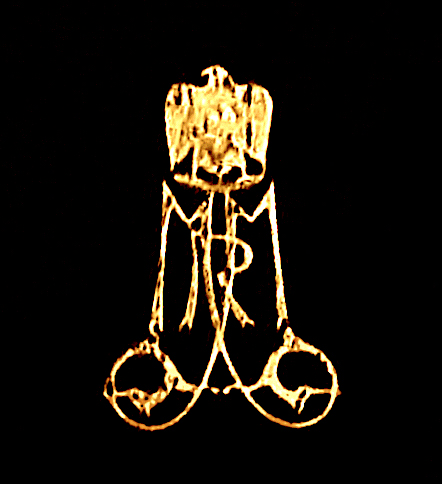
A cifra do soberano de Dubai H.H. Maktoum bin Rashid Al Maktoum
A bandeira pessoal com a cifra do rei Bhumibol Adulyadej da Tailândia
Cifra do Rei Maha Vajiralongkorn da Tailândia
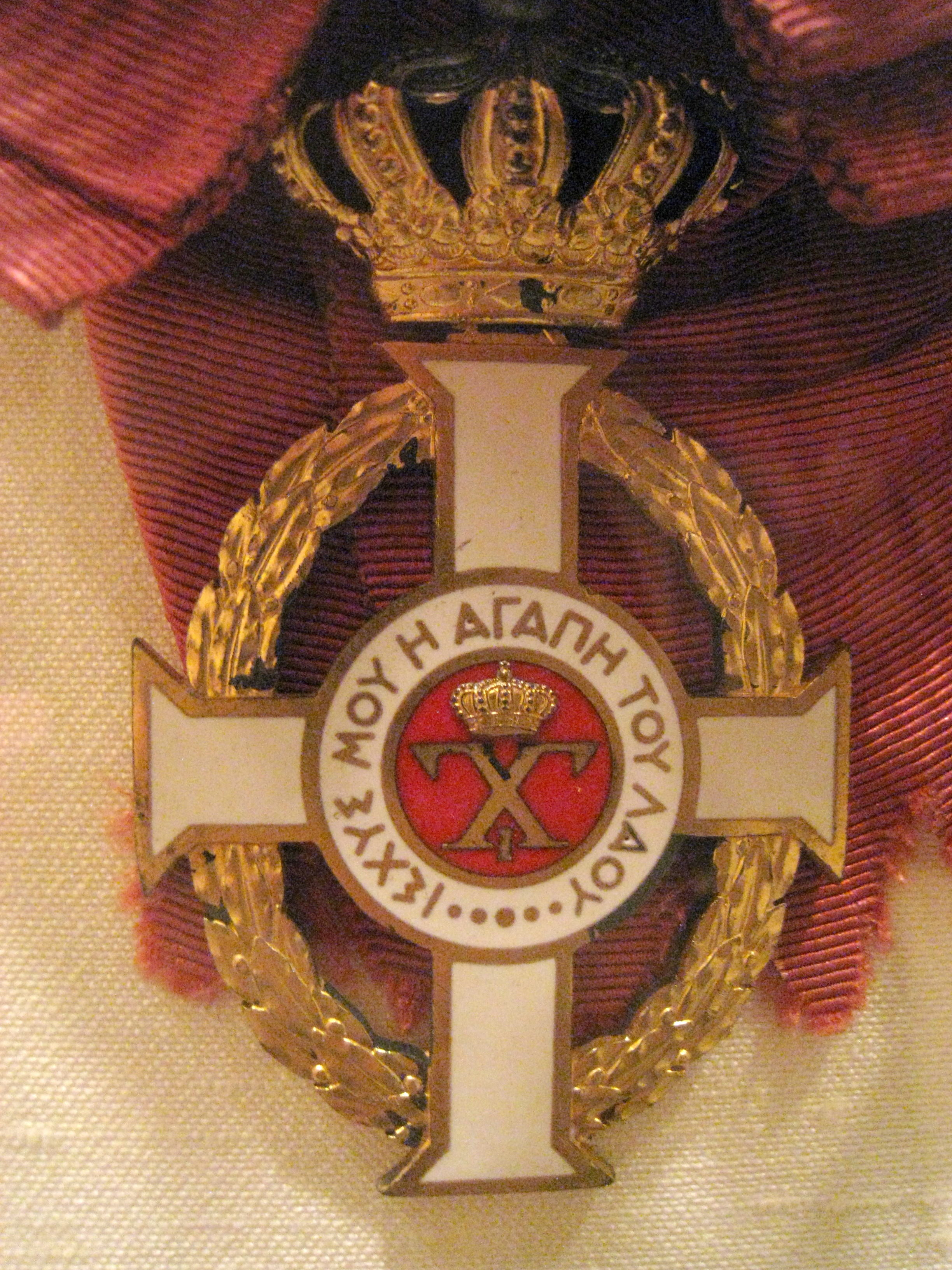
Cifra do Rei Jorge I dos Helenos na Ordem de Jorge I
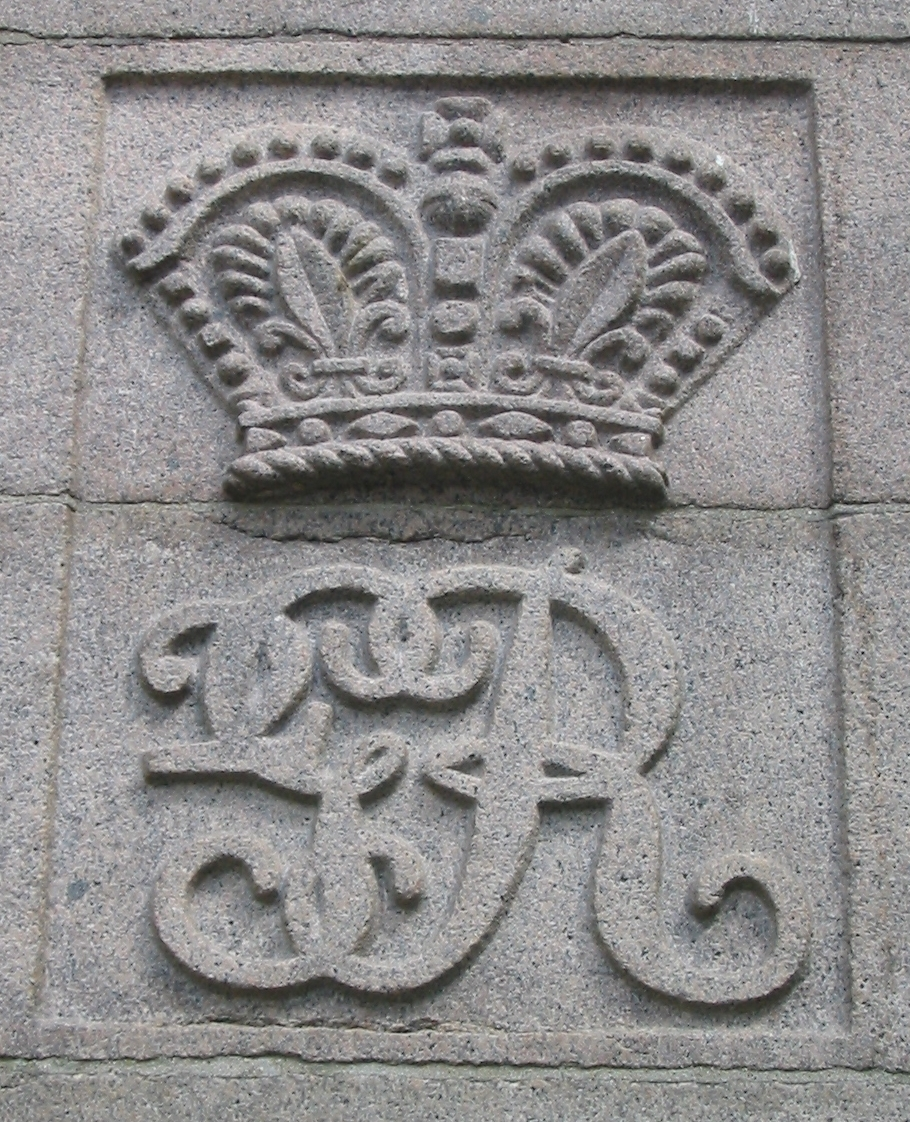
A cifra do rei Jorge II da Grã-Bretanha e Irlanda, empregando um numeral arábico '2'
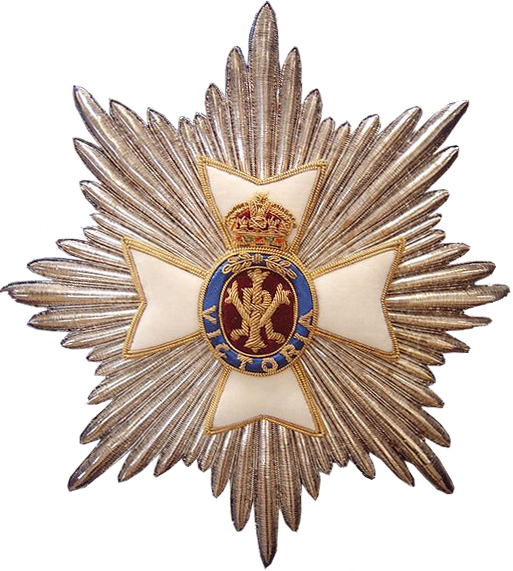
A Cifra real e imperial da Rainha Vitória faz parte do emblema da Ordem Real Vitoriana cercada por uma estrela de Brunswick
A cifra real do rei Eduardo VII, usando a coroa Tudor
Cifra real do Rei Jorge V, usando a Coroa Tudor
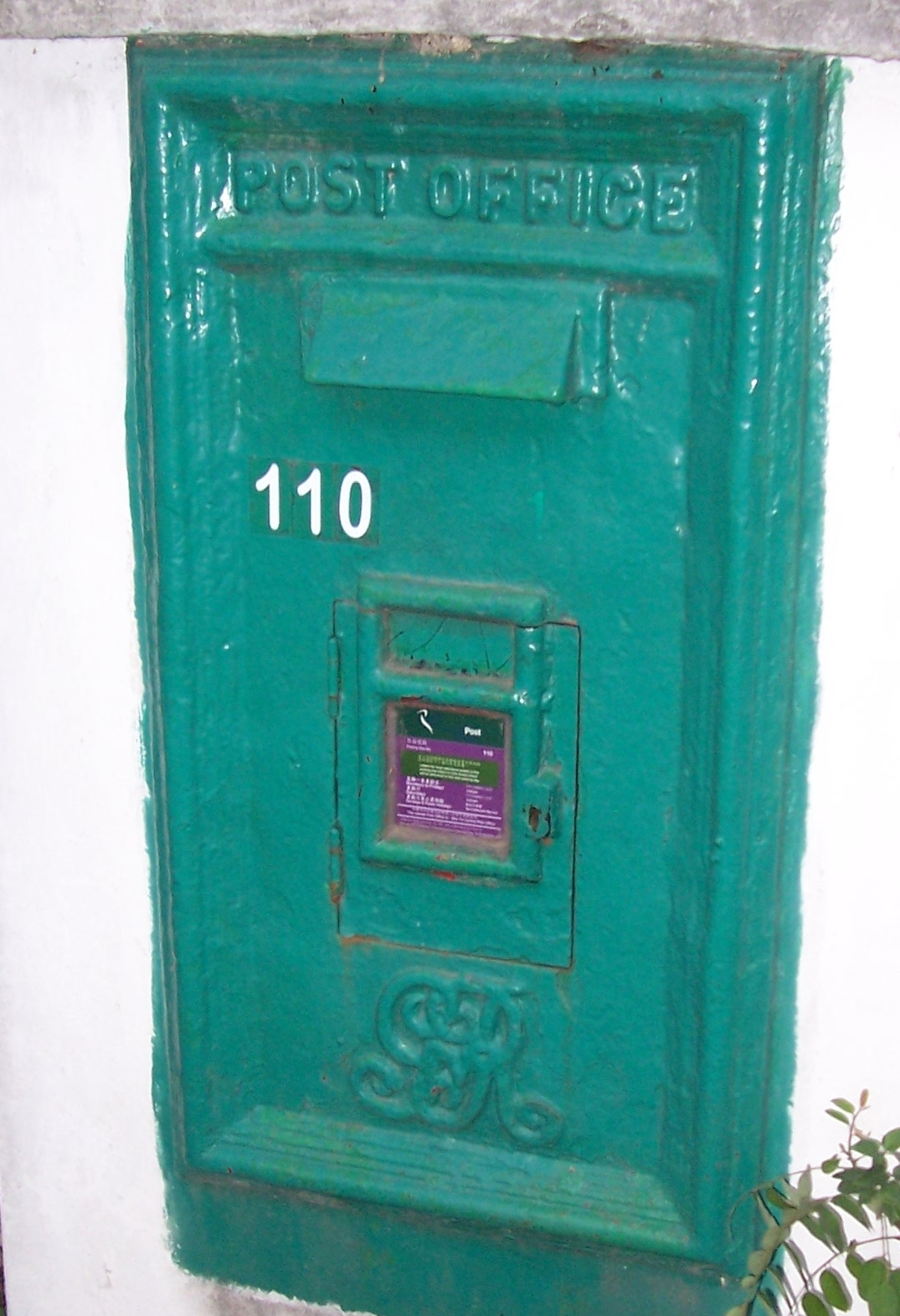
Uma caixa de correio de Hong Kong com uma cifra do rei Jorge V
A cifra real do rei Eduardo VIII, usando a Coroa Tudor
A variante mais comum da cifra do rei Jorge VI
A cifra real da Rainha Isabel II, usando a Coroa de Santo Eduardo
A cifra real da Rainha Isabel II, usando a Coroa da Escócia
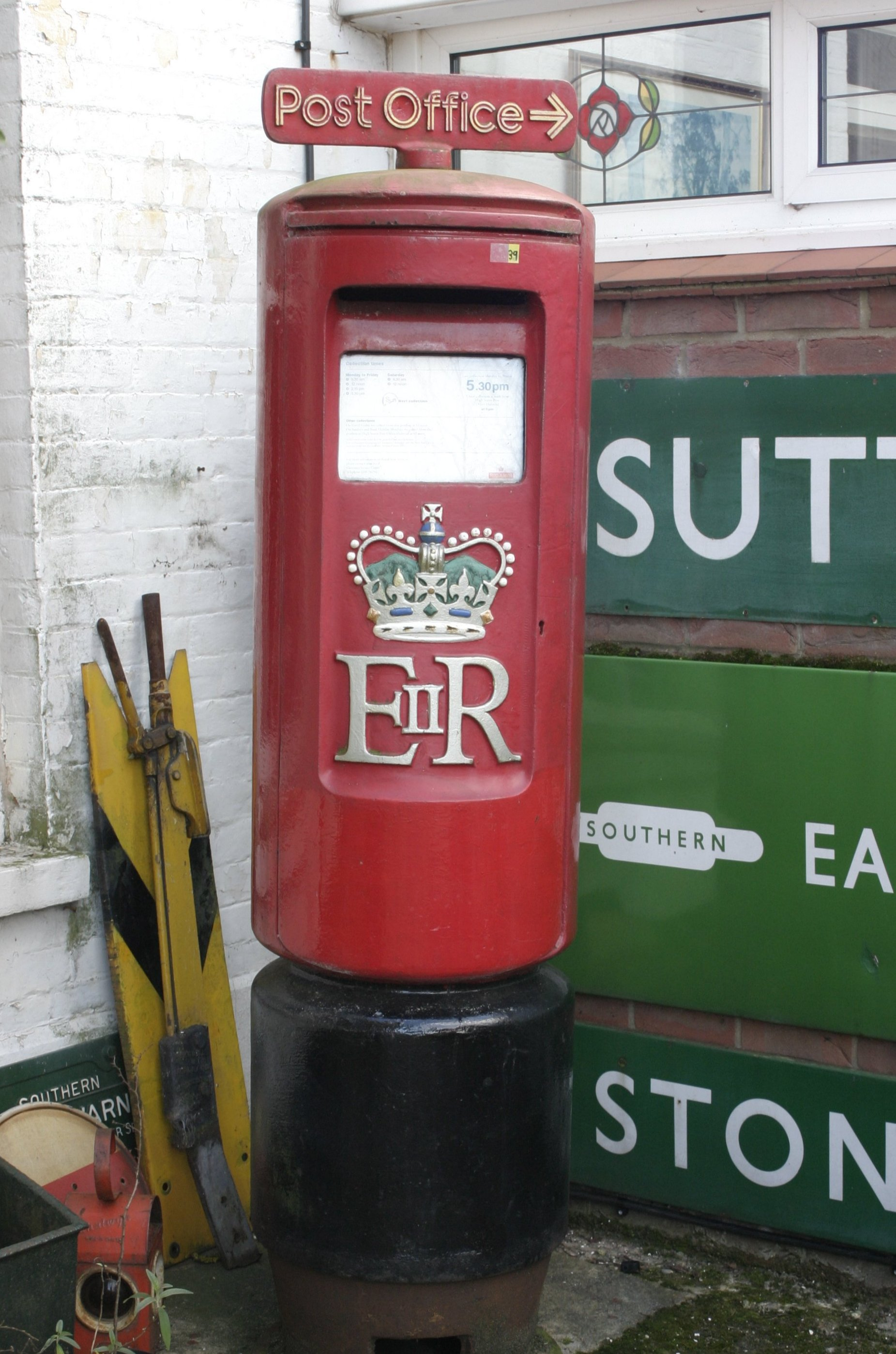
Um Pillar Box ou caixa de correios pública, no Reino Unido, com a Cifra de Isabel II.
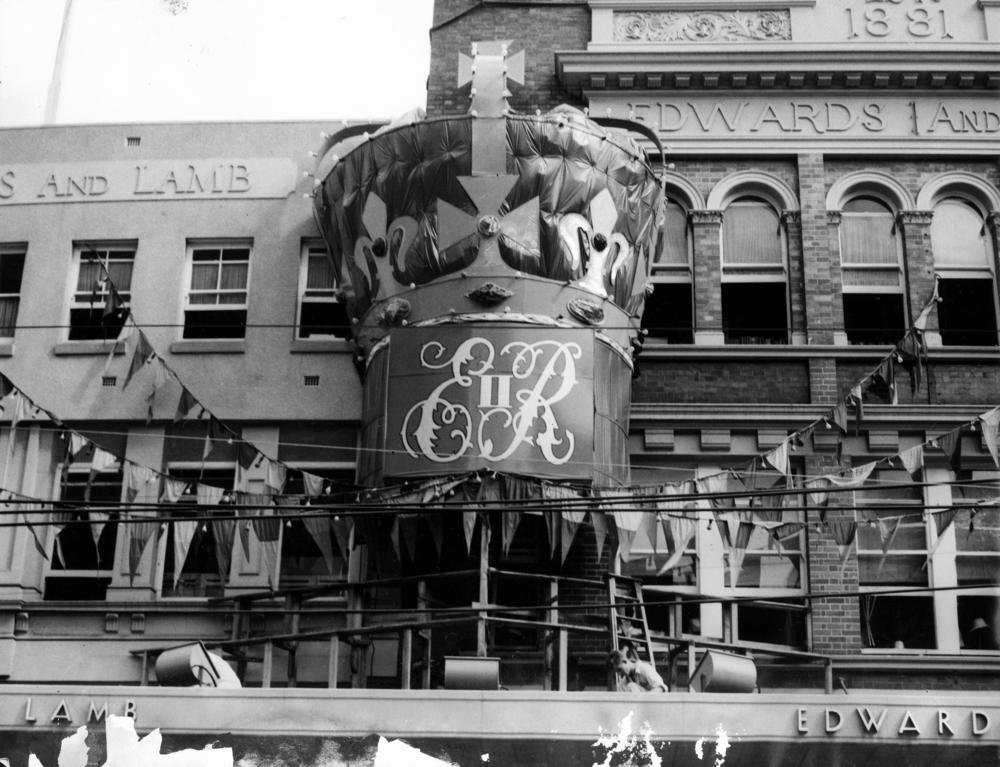
Decorações no prédio de Edwards e Lamb em Queen Street, Brisbane, 1954. Com a Cifra de Isabel II.
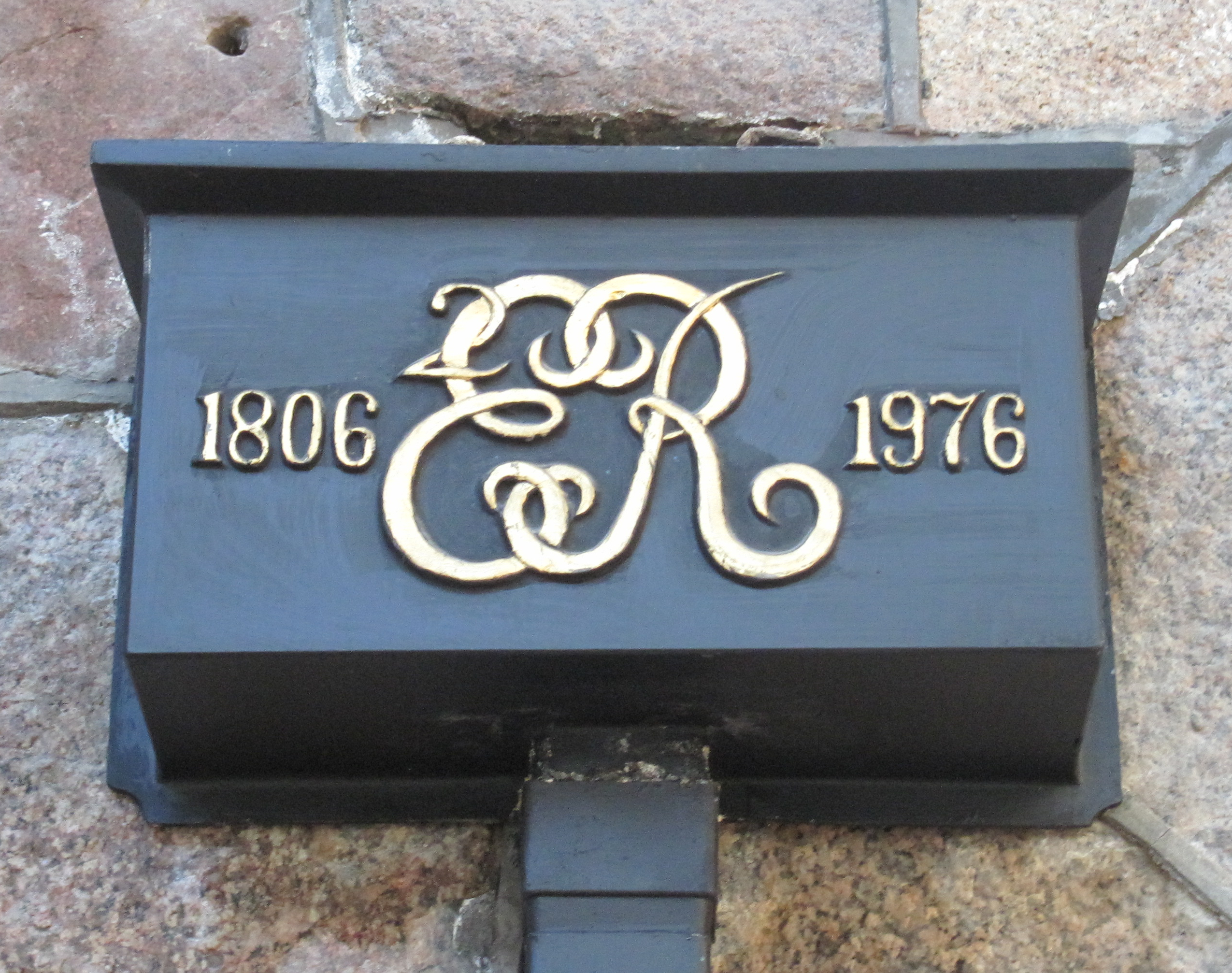
Variante da cifra da Rainha Isabel II em Jersey, com algarismos arábicos em vez de romanos normalmente empregados
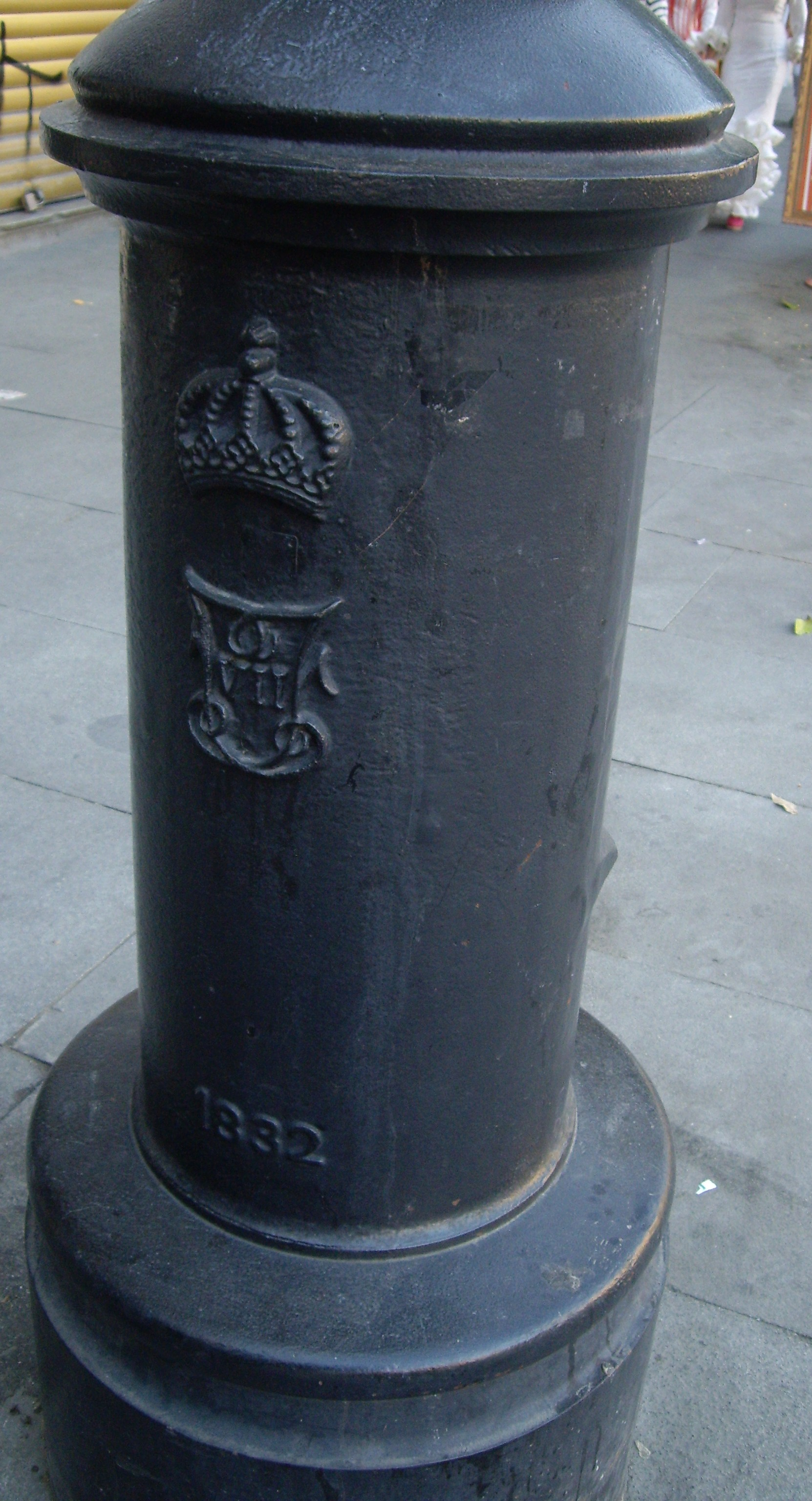
Base de um poste de estilo espanhol com a cifra do rei Fernando VII
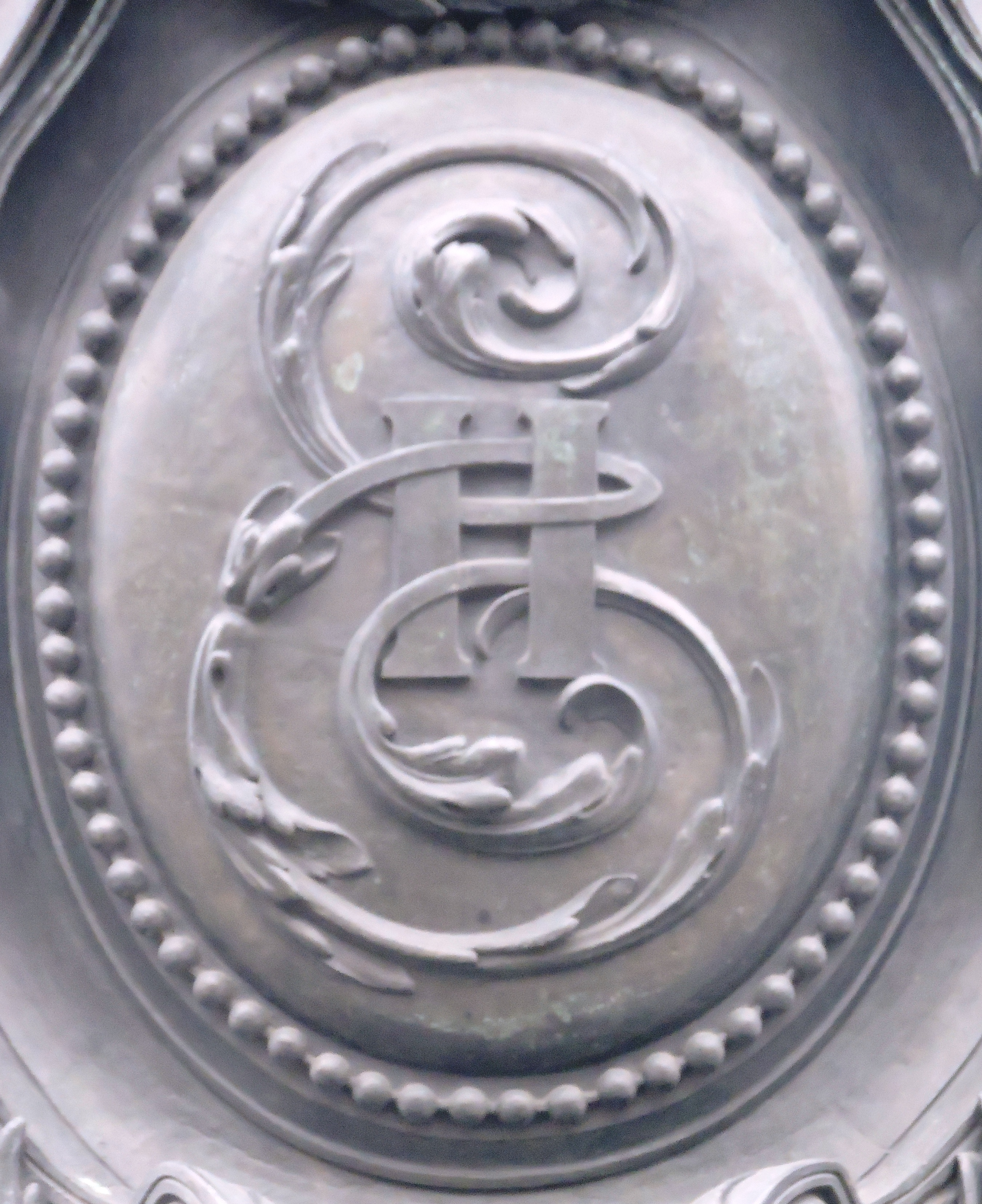
Cifra real (monograma) de Catarina II
O monograma de Carlos III de Brabante
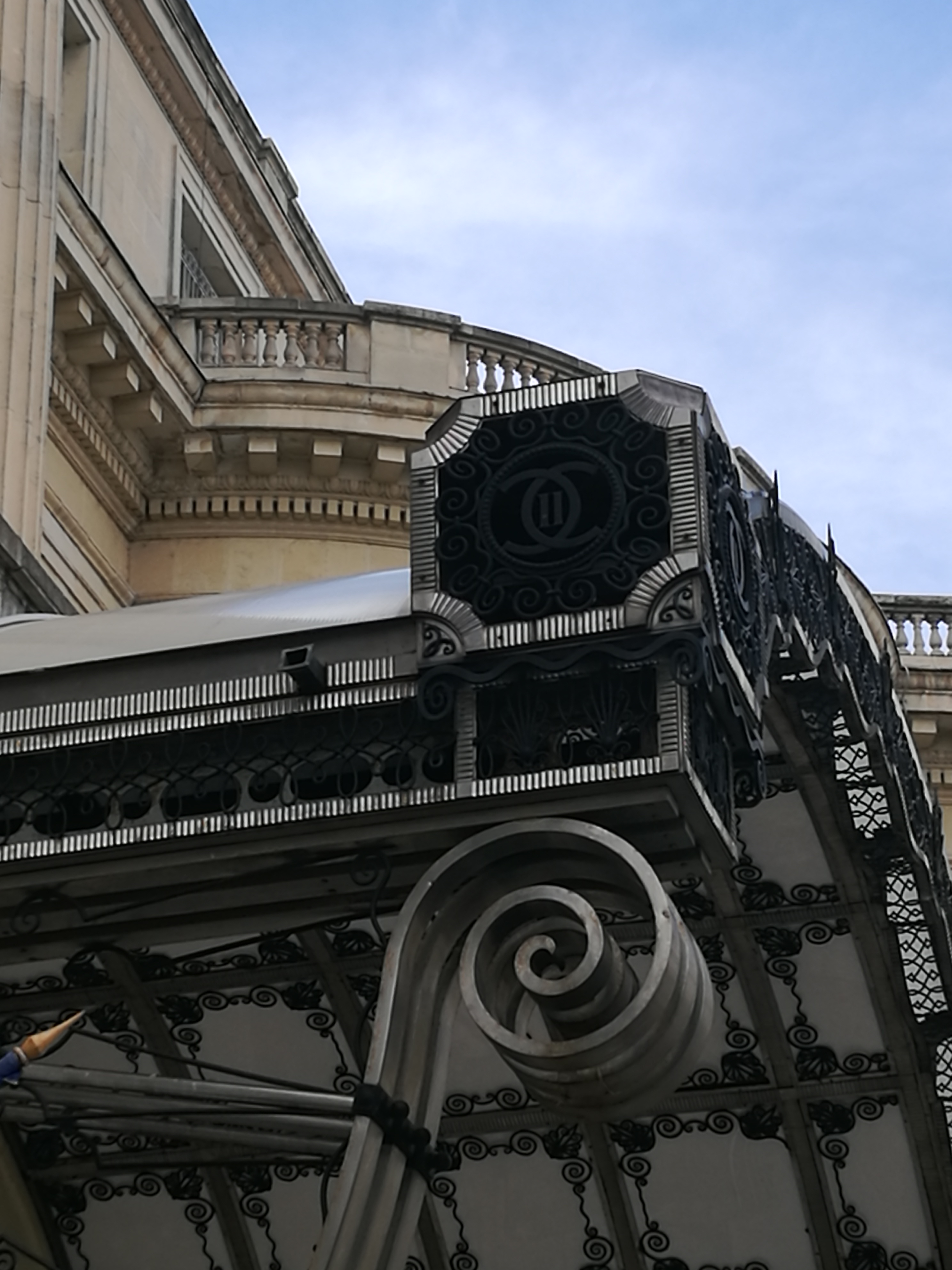
A cifra real do rei Carol II da Romênia (dois Cs opostos) decora os telhados das varandas nas entradas do Palácio Real de Bucareste.
Cifra real do rei Miguel I da Romênia
Cifra real de Margarida da Romênia
Cifra real do rei Felipe VI da Espanha
Cifra real da rainha Margarida II da Dinamarca
Cifra real do rei Carlos XVI Gustavo da Suécia
Cifra real do rei Haroldo V da Noruega
Cifra real do rei Humberto II da Itália
Cifra real do rei Nicolau I de Montenegro
Cifra Imperial de Dom Pedro I do Brasil
Cifra Imperial de Dom Pedro II do Brasil
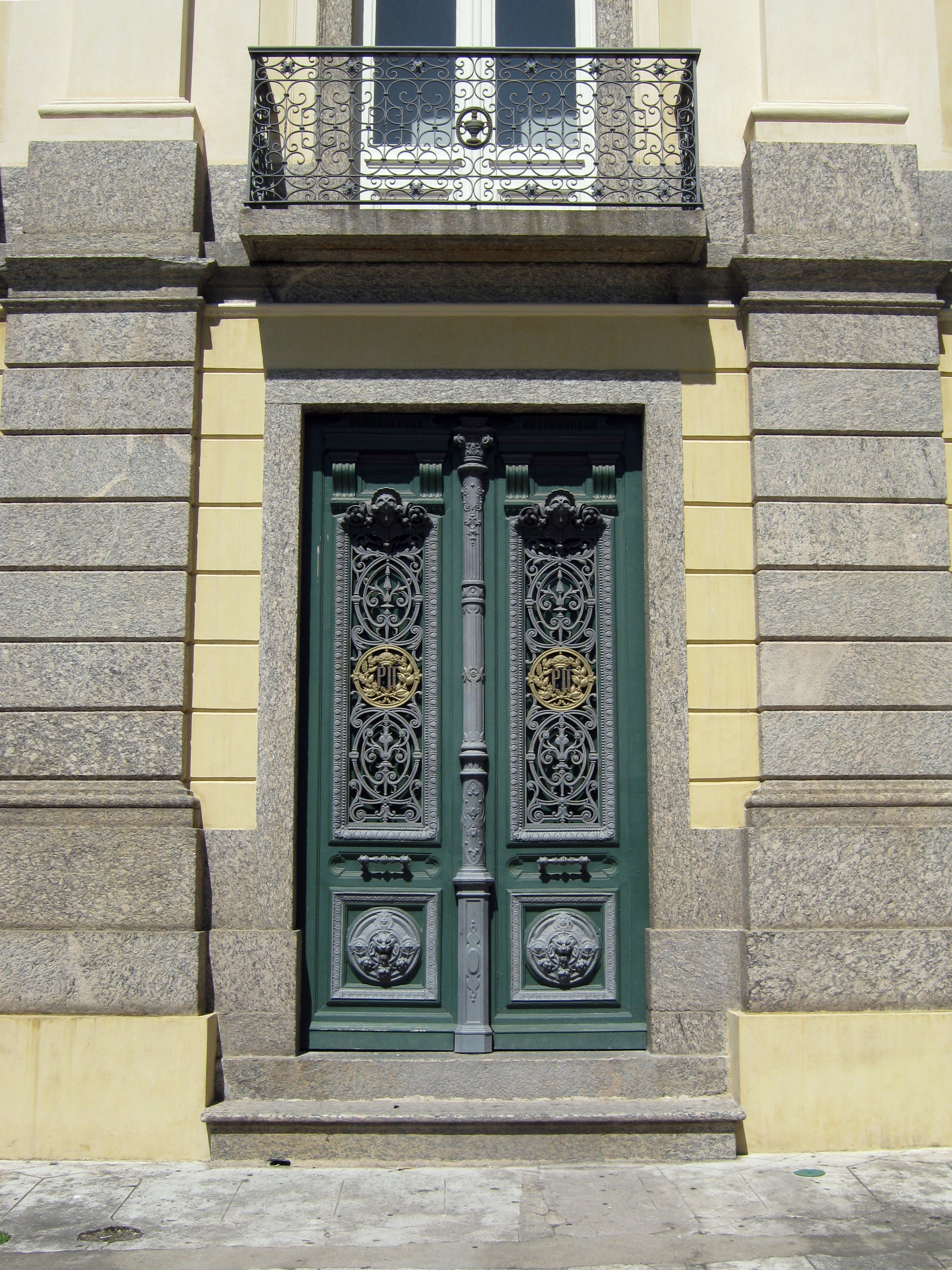
Uma porta no Palácio de São Cristóvão com cifras do imperador Pedro II do Brasil
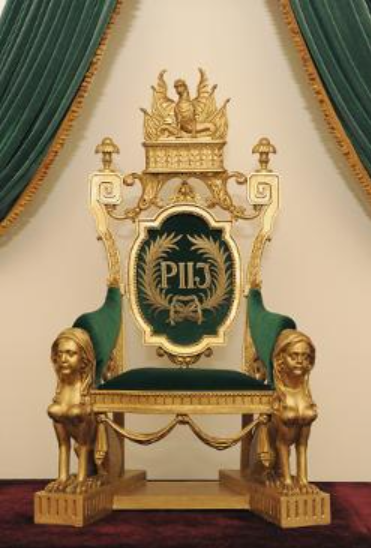
Cifra Imperial de Dom Pedro II do Brasil (PIIJ) em seu Trono, no Palácio de Petrópolis. A letra "J" representa um "i" maiusculo, que significa Imperador.